# .tp
.tp era el domini de primer nivell territorial (ccTLD) de Timor Oriental. Corresponia a les inicials de Timor Português, llegat de l'antic passat colonial del territori. El domini .tp el va llançar oficialment el desembre de 1997 connect.ie, un ISP amb seu a Dublín, Irlanda, en cooperació amb les autoritats de Timor Oriental a l'exili, mentre el país estava sota el control militar d'Indonèsia.
.tp va continuar actiu durant el període de transició, encara que ara ja no compleix l'estàndard ISO 3166-1 de codis de país de dues lletres, perquè el codi de Timor Oriental va canviar de TP a TL amb la independència. No obstant, encara conservava uns quants dominis, fins que es va esborrar definitivament el febrer de 2015. L'última actualització a la zona .tp fou el 22 d'abril de 2008.

## Història
El 1997, connect.ie va estudiar el potencial d'organitzar un "Timor Oriental virtual". Van comunicar les seves idees als líders de Timor Oriental i els seus representants. Això va posar en marxa l'adquisició del domini .tp (que en aquell moment era la nomenclatura de Timor Oriental). Després de discutir-ho amb Jon Postel de la IANA, es van adonar que caldria complir una colla de condicions de registre, que incloïen proporcionar els detalls d'una persona de contacte al país. Totes les parts van estar d'acord que hi havia una probabilitat alta que la persona que sortís en aquest registre tindria moltes probabilitats de rebre represàlies. Després de discutir-ho amb diferents representants de Timor Oriental, es va acordar que la persona més apropiada per actuar com a contacte local seria Xanana Gusmão, el líder de la resistència. En aquell moment, Xanana estava sota custòdia del govern indonesi a Jakarta. La resta de contactes els va proporcionar connect.ie. Es va fer una trucada a Dili per identificar l'adreça i el número de telèfon del Governador Militar, l'última adreça al país de Xanana Gusmão. Aquestes dades es van proporcionar a la IANA, que els va acceptar. El registre del domini va finalitzar amb èxit, i es va activar amb el propòsit principal de "declarar la independència", almenys al món virtual.
L'atac que va haver-hi a continuació contra el registre .tp va ser notícia a molts mitjans i va donar suport a la causa de la independència. Al cap de sis dies, i per sorpresa, el president indonesi Bacharuddin Jusuf Habibie va anunciar que se celebraria un referèndum a Timor Oriental per escollir entre una autonomia especial i la independència. Aquest procés va concloure amb l'accés a la independència com a primer nou estat sobirà del segle xxi el 20 de maig de 2002.

## La Primera Guerra d'Internet
Durant la crisi de 1999 els serveis del domini '.tp' van ser atacats per pirates informàtics, que es creu que tenien el suport d'una facció dels militars indonesis. L'empresa Connect Ireland també va rebre trucades malicioses.

## Confusió
L'agost de 1999, abans de la celebració del referèndum, un dels líders del moviment independentista, es va informar que José Ramos-Horta, que després fou president de Timor Oriental, havia declarat que s'havia encarregat a pirates informàtics que ataquessin webs indonesis.
Com a resposta a aquestes informacions, connect.ie va declarar que condemnava qualsevol ús maliciós de la xarxa que tingués un impacte negatiu en ciutadans normals indonesis, afirmant que ells no estaven en guerra amb el poble indonesi, i recordant el suport que havien rebut de molts indonesis després de l'atac anterior contra el domini .tp.

## Transició al.tl
.tl és el domini de primer nivell que compleix l'estàndard ISO 3166-1. El Departament de Tecnologia de la Informació de Timor Oriental treballa conjuntament amb Connect Ireland per assegurar una transició estable i segura al domini .tl. Els noms que ja existien al .tp es van concedir igualment al .tl sense cost per al primer any de registre. Tant les "versions" .tl com .tp continuaven funcionant, i la informació de qui registra, les dades de whois i les delegacions als servidors de noms havien de ser les mateixes tant per al .tl com per al .tp.
A partir del juny de 2005 no es van acceptar més registres al domini .tp.
El 2008, els motors de cerca encara trobaven el doble de pàgines al domini .tp que al successor, .tl. L'octubre de 2009, aquesta proporció havia caigut a 1:8, amb predomini del .tl. El 2013, la proporció de .tp ja era insignificant, amb 1:10000 a favor de .tl.
El 2015, el domini va quedar desactivat definitivament.

## Informació incorrecta a IANA
Durant força temps, al web de la IANA, .tl sortia com a no assignat, i .tp encara era el domini de Timor Oriental. (Xanana Gusmão, una figura política de primer ordre, i ex-president, encara ara n'és el contacte administratiu). El Departament de Tecnologia de la Informació de Timor Oriental va enviar una carta a IANA demanant que s'actualitzés la informació. El 30 de setembre de 2005, l'actualització ja s'havia fet i el .tl estava llistat com a domini actiu.